# Tecnomerengue
El tecnomerengue, también llamado merenguetón es un subgénero musical bailable derivado del merengue. Fue creado fusionando ritmos caribeños tradicionales (como  la cumbia, la lambada y el mismo merengue) con sonidos electrónicos, dándole un toque más urbano, innovador y moderno, y dirigido especialmente para los adolescentes, pero sin perder su esencia bailable.

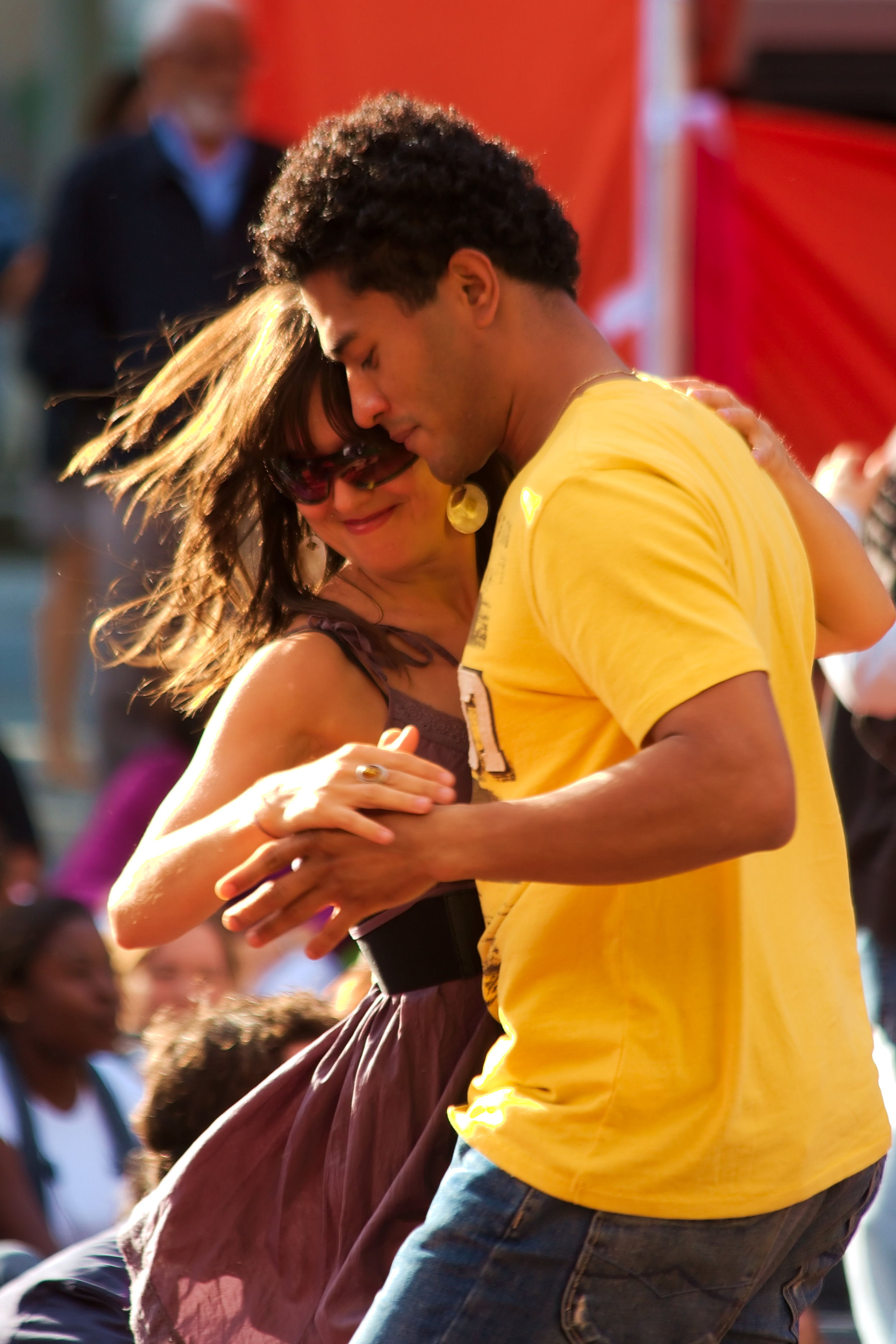
Pareja bailando tecnomerengue.

La creación de este subgénero se le atribuye a la agrupación musical venezolana Rhapsodia, al grabar en 1987 con dos sintetizadores y una batería electrónica (toda una innovación para la época), en conjunto con otros instrumentos tradicionales como la conga, la canción Nuestro Amor (1987), hoy día un clásico de la música tropical en su país de origen y en Colombia; en este último, la canción llegó a ser número 1 entre las más escuchadas en las emisoras del país. Rhapsodia grabó más éxitos en este ritmo como Amor Cómo Quisiera, Merengue Rap, Cómo Quieras Tú, El Amor Nos Unirá, entre otros.  
Posteriormente, los artistas que llegaron a expandir el ritmo al resto del continente fueron Los Melódicos, Roberto Antonio, Miguel Moly, Diveana, Karolina con K, Natusha, Los Fantasmas del Caribe y Pecos Kanvas, todos ellos bajo la batuta del productor musical peruano Luis Alva, quien compusiera casi la totalidad de las canciones de este subgénero. Se sabe que se han vendido más de 50 millones de discos relacionados con el tecnomerengue en todo el mundo.
Este ritmo causó sensación entre el público melómano ya que, desde su creación, acaparó las programaciones en todas las emisoras radiales, así como en las discotecas, night clubs, fiestas privadas y programas de televisión. Transformó la manera en que las personas de las nuevas generaciones escuchaban las canciones que en otras épocas sonaron, ya que al darle ese sonido tecno sucedió lo que en su momento hicieron los Gipsy Kings con la música flamenca, transformando el sonido de canciones tradicionales a un ritmo más moderno, acorde a las nuevas épocas y generaciones, haciendo que los jóvenes disfrutaran de la música que escuchaban sus padres y abuelos.
A pesar de la evolución de ritmos que se han hecho populares en el siglo XXI como el reguetón y la bachata, en Venezuela y Colombia se escucha el tecnomerengue entre las nuevas generaciones de este siglo, llegando a un punto en común con la generación que la hizo popular; en la mayoría de casos, entre padres e hijos.
- Datos: Q6140143

teclados famosos que se usaron en el tecnomerengue: 
. Korg M1 (Miguel Moly y Los Melodicos)
. Korg Triton 
. Korg T3  (Luis Alva)
. Korg Proteus(Luis Alva) 
. Yamaha DX7 
. Betería electrónica Roland SPD20 (Miguel Moly)
. Roland D110 (Luis Alva)
. Roland U220 (Luis Alva)
Instrumento de viento 
. Trompetas  
. saxophone
Instrumentos Percusión 
.  Tambora
.  Charrasca 
.  Bongos
BPM usado en el Tecno merengué, es de 130 mínimo hasta 140 y en tono #Fa por eso el dicho de la directora del grupo Los Melodicos, Iliana Capriles en cada en evento dice que los melódicos arranca en #Fa.